# Frederic Böhle

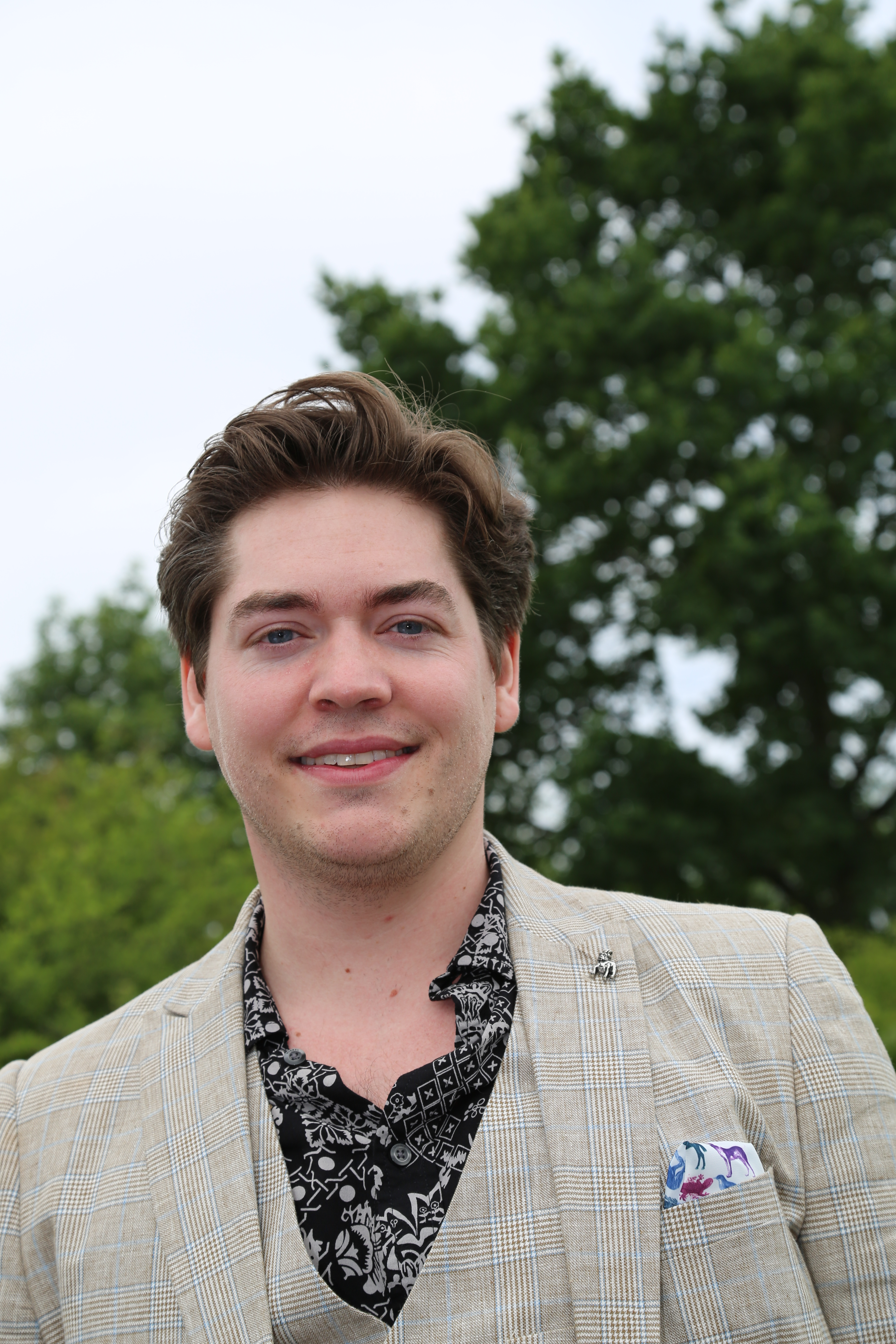
Frederic Böhle

Frederic Böhle (* 12. März 1988 in München) ist ein deutscher Schauspieler, Hörspielsprecher, Hörbuch- und Synchronsprecher sowie Sänger.

## Leben
Böhle begann seine Schauspielausbildung am Mozarteum Salzburg, brach diese jedoch zugunsten einer Regieassistenz bei dem amerikanischen Regisseur Jay Scheib ab. Er assistierte Scheib in weiteren Produktionen in Deutschland, den USA und Frankreich. Seit 2000 wirkte er in Produktionen des Bayerischen Rundfunks mit und arbeitete unter anderem mit Thomas Holtzmann, Joachim Höppner, Christian Friedel und Martin Semmelrogge zusammen.
2010 erhielt er von Creactor ein Stipendium. In einer Inszenierung der Stipendiaten spielte er Robespierre in Dantons Tod. Die Aufführungen fanden 2010 und 2011 in München statt. Bekannt wurde Böhle durch die Sat.1-Telenovela Anna und die Liebe. Dort verkörperte er von 2011 bis 2012 die Rolle des Kai Kosmar.
2012 war Böhle als Otto von Bayern in dem Film Die Reichsgründung zu sehen. Von 2014 bis 2018 spielte er die durchgängige Hauptrolle des Theo Lichtenhagen in der ARD-Telenovela Rote Rosen. 2018 hatte er einen Gastauftritt in der Seifenoper Alles oder Nichts. Er spielte dort in zwei Episoden einen Notar.
Theater spielte er in Salzburg unter Alex Linse in Insomnia (2014) und bei den Salzburger Festspielen sowie an der Schauburg München und am Stadttheater Kempten in Was ihr wollt (2014/15). Der österreichische Theatermacher Hubert Lepka lud ihn für mehrere Produktionen seiner Gruppe „Lawine Torrén“ ein. U. a. war Böhle dadurch vor 80.000 Menschen in der Produktion Hochwald von Adalbert Stifter zu sehen.
Als John Lennon in der Musicalproduktion Backbeat des Altonaer Theaters trat er 2016 bundesweit auf. Böhle spielte an der Philharmonie Luxemburg und der Philharmonie Salzburg. So spielte er im Zauberlehrling, in Schwanensee, verkörperte Antonio Vivaldi oder Joseph Haydn und 2017 den Judas Iskariot in einer szenischen Inszenierung der Matthäus Passion an der Staatsoper Nürnberg.
2019 sprach er in der 2. Synchronfassung von Neon Genesis Evangelion den Charakter Kensuke Aida.
Als Hörbuchsprecher war er unter anderem für Random House Audio & Lübbe Audio tätig. Lesungen hielt er u. a. für das „Kurt Weill Festival Dessau“, die internationale Wilhelm Müller Gesellschaft und die Komische Oper Berlin.

## Filmografie
- 2011–2012: Anna und die Liebe (Folgen 772–926)
- 2012: Die Reichsgründung
- 2014–2018, 2020: Rote Rosen (Folgen 1867–2076, 2160–2170, 2193–2660, 3161–3190)
- 2015: Verbotene Liebe (Folgen 4656, 4659)
- 2018: Alles oder nichts (2 Folgen)
- 2019: Shapira Shapira[4]
- 2019: 3 Engel für Charlie (Charlie’s Angels)
- 2020: Familie Dr. Kleist (Fernsehserie, 2 Folgen)

## Theater
- 2007: Missing Link, Fringe Festival Edinburgh
- 2008: Die Liebe zu den drei Orangen, 850-Jahr-Feier München und Festspielhaus
- 2009: Theater heut’ Nacht, Schauburg München
- 2009: Mass (Bernstein), Elisabethkirche Salzburg
- 2010: Ein Sommernachtstraum, Salzburger Festspiele
- 2010: Pool (No Water), Young actors week
- 2010: Die Entführung aus dem Serail, Philharmonie Sibiu
- 2010/2011: Dantons Tod, Schloss Nymphenburg
- 2019/2020: Mein Name ist Mensch – Rio Reiser, Potsdam/Berlin

## Hörspiele & Hörbücher/Sprecher (Auswahl)
- 2003: Willy Watson und der Mops der Königin
- 2004: Willy Watson und das Auge des Jaguars (Hörspiel)[5]
- 2004: Die Jagd nach der Zaubergondel[6]
- 2005: Schwarzer Freitag für Robinson
- 2009: Bach – Die Matthäuspassion
- 2017: Stefan Zweig–Novelle Angst, Buchfunk Verlag[7]
- 2012: Händel – Der Messias
- 2023: Sergei Prokofjew – Peter und der Wolf, Philharmonie Salzburg, dirigiert von Elisabeth Fuchs (CD ohne ISBN)[8]
- 2023: Mattias Edvardsson – Die Wahrheit, der Audio Verlag & Audible (u. a. mit Inka Löwendorf & Stefan Kaminsky, Hörbuch)

Von 2022 bis 2024 erschien bei Audible eine Hörbuchausgabe der Harry-Dresden-Serie von Jim Butcher mit Frederic Böhle als Erzähler für alle bis dahin herausgegebenen siebzehn Bände.